# Österreichische Weinkönigin
Die Österreichische Weinkönigin oder Bundesweinkönigin ist bei ihren öffentlichen Auftritten Repräsentantin der österreichischen Weinkultur. Dieses Amt wird abwechselnd von Vertreterinnen des Burgenlandes und von Niederösterreich ausgeübt.

## Geschichte
Die Tradition von Weinhoheiten entstand in Österreich nach dem Zweiten Weltkrieg. Bereits für die frühen 1950er-Jahre sind in Österreich Ortsweinköniginnen nachgewiesen. 1955 wurde das Amt der Niederösterreichischen Weinkönigin geschaffen und 1965 jenes der Burgenländischen Weinkönigin. Für das neu geschaffene Amt der Österreichischen Weinkönigin wurde festgelegt, dass dieses in jährlich wechselnder Folge von der Burgenländischen Weinkönigin und von der Niederösterreichischen Weinkönigin (die jeweils zuvor ein Jahr lang Landesweinköniginnen waren) ausgeübt wird. Diese Tradition wird bis heute eingehalten.

## Bisherige Weinköniginnen
1. 1967/69[4]: Gertraud Schneeweiß (verh. Zarl), N (= Niederösterreich), Weißenkirchen
2. 1969/70:0 Rita Hoffmann (verh. Preschitz), B (= Burgenland), Mönchhof[5]
3. 1970/71:0 Anneliese Pröstler (verh. Diem), N, Jetzelsdorf
4. 1971/72:0 Emmi Herzog (verh. Nagelreiter), B, Gols
5. 1972/73:0 Gertraud Graf, N, Ober-Grafendorf
6. 1973/74:0 Leona Göltl (verh. Fink), B, Apetlon
7. 1974/75:0 Theresia Ritter, N, Stratzing
8. 1975/76:0 Helga Weiss (verh. Nittnaus), B, Gols
9. 1976/77:0 Dagmar Kail, N, Dürnstein
10. 1977/78:0 Maria Glöckl (verh. Marchart), B, Deutschkreutz
11. 1978/79:0 Elisabeth Alphart, N, Traiskirchen
12. 1979/80:0 Elisabeth Hautzinger (verh. Weissenböck), B, Tadten
13. 1980/81:0 Ilse Zederbauer, N, Furth
14. 1981/82:0 Heidemarie Schröck, B, Rust
15. 1982/83:0 Angela Stransky, N, Zellerndorf
16. 1983/84:0 Elfriede Lehrner, B, Horitschon
17. 1984/85:0 Eva Spatt, N, Eibesbrunn
18. 1985/86:0 Corinna Denk (verh. Denk), B, St. Margarethen
19. 1986/87:0 Andrea Riedl, N, Grafenwörth
20. 1987/88:0 Edith Straussberger, B, Zagersdorf
21. 1988/89:0 Christa Gruber, N, Fahndorf
22. 1989/90:0 Eva Kaiser (verh. Hoppe-Kaiser), B, Kleinhöflein
23. 1990/91:0 Sonja Schönauer, N, Pillersdorf
24. 1991/92:0 Rosemarie Löschnauer, B, Raiding
25. 1992/93:0 Doris Pammer, N, Höbenbach
26. 1993/94:0 Christine Weiss (verh. Riepl), B, Gols
27. 1994/95:0 Regina Mayr (verh. Bauer-Mayr), N, Seebarn am Wagram
28. 1995/96:0 Claudia Bachkönig, B, Rust
29. 1996/97:0 Romana Haindl-Erlacher, N, Wolkersdorf
30. 1997/98:0 Helga Mandl (verh. Brunner), B, Rechnitz
31. 1998/99:0 Waltraud Tögl, N, Poysdorf
32. 1999/00:0 Martina Unger, B, Mönchhof
33. 2000/01:0 Anita Krammer, N, Stützenhofen
34. 2001/02:0 Elisabeth Grosz, B, Gaas
35. 2002/03:0 Margit Kalser, N, Poysdorf
36. 2003/04:0 Ulrike Hahnekamp, B, St. Georgen
37. 2004/05:0 Karin Schildberger, N, Getzersdorf
38. 2005/06:0 Claudia Reinprecht, B, Oggau
39. 2006/07:0 Liane Blauensteiner, N, Ottenthal
40. 2007/08:0 Angelika Kugler, B, St. Margarethen
41. 2008/09:0 Simone Jordan, N, Pulkau
42. 2009/10:0 Lisa Preschitz, B, Neusiedl am See
43. 2010/11:0 Barbara Resch, N, Krems
44. 2011/12:0 Patricia Steiner, B, Podersdorf am See
45. 2012/13:0 Elisabeth Hirschbüchler, N, Obersdorf
46. 2013/14:0 Isabella Mayer, B, Donnerskirchen
47. 2014/15:0 Tanja Dworzak, N, Deinzendorf
48. 2015/16:0 Katharina Putz, B, Purbach am Neusiedler See
49. 2016/17:0 Christina Hugl, N, Stützenhofen
50. 2017/18:0 Anna Reichardt, B, Donnerskirchen
51. 2018/19:0 Julia Herzog, N, Bad Vöslau
52. 2019/20:0 Tatjana Cepnik, B, St. Margarethen
53. 2020/21:0 Diana Müller, N, Krustetten
54. 2022/23:0 Susanne Riepl, B, Gols
55. 2024/25:0 Sophie Hromatka, N, Oberwölbling